# كاظم قرة بكر
موسى كاظم قرة بكر أو كاظم قرة بكر(التركيةKâzım Karabekir), (ولد في 23 يوليو من سنة 1882 في القسطنطينية - توفي 26 يناير من سنة 1948 في مدينة أنقرة).

## نبذة
هو قائد عسكري وسياسي تركي كان كارابكر قائدا للجبهة الشرقية في الدولة العثمانية في نهاية الحرب العالمية الأولى وكما خدم كارابكر رئيسا للبرلمان التركي مابين عامي 1946 إلى عام 1948.